# Ring Ring
Ring Ring – pierwszy album szwedzkiego zespołu muzyki pop – ABBA z 1973 roku. 

## Historia
W momencie powstania płyty grupa nosiła nazwę „Björn & Benny, Agnetha & Anni-Frid”. Björn i Benny byli popularnymi piosenkarzami i twórcami piosenek w Szwecji, dlatego postanowili napisać kompozycję na szwedzkie eliminacje do Konkursu Piosenki Eurowizji w 1973. Ponieważ utwory były oceniane przez jury („eksperci”), piosenka zakończyła rywalizację na trzecim miejscu. Rozczarowanie widowni było tak ogromne, że zapadła decyzja o głosowaniu publiczności za rok. Z albumu wylansowano parę hitów – „Ring Ring” czy „People Need Love”. Debiutująca grupa zdobyła wówczas niewielką popularność w Skandynawii, RFN i krajach Beneluksu. 
W 1975 r. płyta została ponownie wydana w Australii, już jako produkcja zespołu ABBA. Wydanie płyty w Wielkiej Brytanii miało miejsce w 1992 r., a w USA w 1995 r. Na CD płyta ukazała się po raz pierwszy w Szwecji w 1988 r., międzynarodowe wydanie płyty na CD miało miejsce w 1990 r.
Numer w oryginalnym katalogu #: Polar POLS 242. Numer w obecnym katalogu #: POLAR 549 950-2.

## Lista utworów
Strona A:
| 1. | „Ring Ring” („Bara du slog en signal”) (szwedzka wersja) | 3:04  |
|    |                                                          |       |
| 2. | „Another Town, Another Train”                            | 3:12  |
|    |                                                          |       |
| 3. | „Disillusion”                                            | 3:04  |
|    |                                                          |       |
| 4. | „People Need Love”                                       | 2:46  |
|    |                                                          |       |
| 5. | „I Saw It In The Mirror”                                 | 2:34  |
|    |                                                          |       |
| 6. | „Nina, Pretty Ballerina”                                 | 2:51  |
|    |                                                          |       |
|    |                                                          | 17:31 |
|    |                                                          |       |
Strona B:
| 1. | „Love Isn’t Easy (But It Sure Is Hard Enough)” | 2:53  |
|    |                                                |       |
| 2. | „Me And Bobby And Bobby’s Brother”             | 2:50  |
|    |                                                |       |
| 3. | „He Is Your Brother”                           | 3:18  |
|    |                                                |       |
| 4. | „Ring Ring”                                    | 3:03  |
|    |                                                |       |
| 5. | „I Am Just A Girl”                             | 3:01  |
|    |                                                |       |
| 6. | „Rock’n’Roll Band”                             | 3:09  |
|    |                                                |       |
|    |                                                | 18:14 |
|    |                                                |       |
Bonusy w wersji 2001 r.:
| 1. | „Merry-Go-Round”                     | 3:24  |
|    |                                      |       |
| 2. | „Santa Rosa”                         | 2:59  |
|    |                                      |       |
| 3. | "Ring Ring (Bara du slog en signal)" | 3:08  |
|    |                                      |       |
|    |                                      | 09:31 |
|    |                                      |       |